# Tendinite da texting

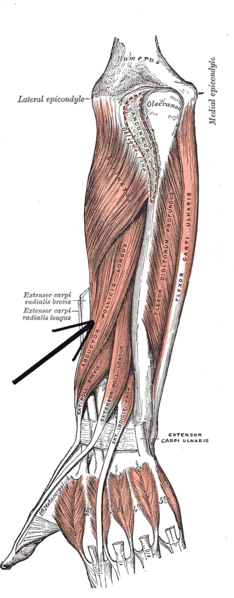
Muscolo abduttore lungo del pollice, indicato dalla freccia.

La tendinite da texting è un'entità clinico-patologica caratterizzata da un processo infiammatorio che coinvolge i tendini del muscolo estensore lungo del pollice e del muscolo abduttore lungo del pollice.

## Storia
Tale entità venne descritta dal medico australiano Robert Menz nel 30 marzo 2005 e pubblicata su Medical Journal of Australia. Nello studio viene descritto il caso di una ragazza tredicenne con anamnesi caratterizzata da intenso utilizzo del telefono cellulare per comporre SMS.

## Eziologia e patogenesi
Nel caso analizzato, l'eccessivo utilizzo del pollice. 
Il medico scopre che la donna, sin dal dicembre precedente, aveva inviato con il proprio cellulare più di 300 SMS speciali, capaci cioè di usare fino a 760 caratteri per messaggio.

## Profilo clinico
La porzione radiale dell'avambraccio si presentava dolente e tumefatto alla palpazione. I movimenti di dorso-flessione del polso e del pollice provocavano dolore; tale profilo evidenziava il coinvolgimento del muscolo estensore lungo del pollice e del muscolo abduttore lungo del pollice.

## Terapia
La terapia previde l'impiego di una formulazione topica di naprossene (un farmaco anti-infiammatorio non steroideo) due volte al giorno per due giorni, associando riposo e uso delle due mani per la composizione di SMS.